# 1124 Stroobantia
1124 Stroobantia este un asteroid din centura principală, descoperit pe 6 octombrie 1928, de Eugène Delporte.